# 小行星23296
小行星23296（23296 Brianreavis）是一颗绕太阳运转的小行星，为主小行星带小行星。该小行星于2001年1月20日发现。

## 轨道参数
小行星23296的轨道半长轴为337 580 089 km，2.2565514 UA，离心率为0.198。